# Julia Roca
Julia Roca (Barcelona, 7 de marzo de 1990) es una actriz pornográfica española.

## Biografía
Nació en Barcelona en marzo de 1990. Dejó el Bachillerato y se mudó a la ciudad de Granada. Antes de entrar en la industria pornográfica trabajó como camarera, dependienta, repartidora y modelo de desnudo artístico. Fue durante una de estas sesiones, realizando un calendario erótico, cuando decidió a dar el salto, debutando como actriz en 2013, a los 23 años de edad.
Sus primeras escenas como actriz las grabó con el director español Conrad Son, quien rodaba la serie de Sádico X y con quien Roca decidió colaborar. Fueron también sus primeras escenas rodando con la actriz pornográfica transexual Natasha Dreams.
Ha trabajado tanto para productoras europeas como estadounidenses, destacando Evil Angel, Private Media Group, Viv Thomas, Cumlouder, Porn Pros, SexArt, 21Sextury, Mofos, Girlfriends Films, Bang Bros, Reality Kings o Lust Films, entre otras.
Ha trabajado también para los directores Erika Lust, con quien rodó la dupla de XConfessions, y Nacho Vidal, con quien actuaría en cintas como Fucking Amateurs, Nacho Perverted o Nacho's Spain Vs. USA.
En 2015 fue nominada en los Premios AVN, en la categoría de Mejor escena de sexo en producción extranjera por la cinta Fucking the World Game. En 2018 regresó a los AVN con otras dos nominaciones. En esta ocasión a Artista femenina extranjera del año y Mejor escena escandalosa de sexo por Walk of Shame.
Ha rodado más de 240 películas.
Alguno de sus trabajos son Alone Time 2, Barcelona Boss, Dreams Come True, Give Me Spunk, Intoxicated By Kink, Maids For All, Nacho's Threesomes, Office Nymphs 2, Spoof Porn 5 o Submit To Desire.

## Premios y nominaciones
| Año  | Ceremonia   | Resultado | Premio                                                       | Trabajo                |
| ---- | ----------- | --------- | ------------------------------------------------------------ | ---------------------- |
| 2015 | Premios AVN | Nominada  | Mejor escena de sexo en producción extranjera                | Fucking the World Game |
| 2018 | Premios AVN | Nominada  | Artista femenina extranjera del año                          | —                      |
| 2018 | Premios AVN | Nominada  | Mejor escena escandalosa de sexo                             | Walk of Shame          |
| 2019 | Premios AVN | Nominada  | Mejor escena de sexo lésbico grupal en producción extranjera | Inside                 |
| 2021 | Premios AVN | Nominada  | Mejor escena de sexo lésbico grupal en producción extranjera | Love Is Blind          |
| 2022 | Premios AVN | Nominada  | Mejor escena de sexo lésbico internacional                   | Young Swingers         |
| 2024 | Premios AVN | Nominada  | Mejor escena de sexo de chico/chica en producción extranjera | The Bellboy            |